# Nieuw-Zeeland op de Olympische Winterspelen 2022
Nieuw-Zeeland was een van de landen die deelnemen aan de Olympische Winterspelen 2022 in Peking, China.

## Medailleoverzicht
| Sport          | Olympiër             | Onderdeel      | Medaille |
| -------------- | -------------------- | -------------- | -------- |
| Snowboarden    | Zoi Sadowski-Synnott | slopestyle (v) | Goud     |
| Freestyleskiën | Nico Porteous        | halfpipe (m)   | Goud     |
| Snowboarden    | Zoi Sadowski-Synnott | big air (v)    | Zilver   |

## Deelnemers en resultaten
(m) = mannen, (v) = vrouwen 

### Alpineskiën
Vrouwen
| Naam           | Onderdeel    | 1e run  | 1e run | 2e run  | 2e run | Totaal  | Totaal |
| Naam           | Onderdeel    | Tijd    | Rang   | Tijd    | Rang   | Tijd    | Rang   |
| -------------- | ------------ | ------- | ------ | ------- | ------ | ------- | ------ |
| Alice Robinson | Afdaling     | n.v.t.  | n.v.t. | n.v.t.  | n.v.t. | 1:35,57 | 25     |
| Alice Robinson | Reuzenslalom | 1:00,55 | 25     | 1:00,27 | 24     | 2:00,82 | 22     |
| Alice Robinson | Super G      | n.v.t.  | n.v.t. | n.v.t.  | n.v.t. | DNF     | DNF    |

### Biatlon
Mannen
| Naam            | Onderdeel   | Tijd    | Missers     | Rang |
| --------------- | ----------- | ------- | ----------- | ---- |
| Campbell Wright | Individueel | 52:59,8 | 2 (0+1+1+0) | 32   |
| Campbell Wright | Sprint      | 27:14,1 | 2 (1+1)     | 75   |

### Freestyleskiën
Big air
| Naam            | Onderdeel | Kwalificatie | Kwalificatie | Kwalificatie | Kwalificatie | Kwalificatie | Finale         | Finale         | Finale         | Finale         | Finale |
| Naam            | Onderdeel | Run 1        | Run 2        | Run 3        | Totaal       | Rang         | Run 1          | Run 2          | Run 3          | Totaal         | Rang   |
| --------------- | --------- | ------------ | ------------ | ------------ | ------------ | ------------ | -------------- | -------------- | -------------- | -------------- | ------ |
| Ben Barclay     | Mannen    | 81,00        | 78,25        | 84,50        | 162,75       | 16           | niet geplaatst | niet geplaatst | niet geplaatst | niet geplaatst | 16     |
| Finn Bilous     | Mannen    | 73,75        | 68,75        | 82,00        | 155,75       | 18           | niet geplaatst | niet geplaatst | niet geplaatst | niet geplaatst | 18     |
| Margaux Hackett | Vrouwen   | 9,75         | 9,00         | 65,00        | 74,75        | 22           | niet geplaatst | niet geplaatst | niet geplaatst | niet geplaatst | 22     |

Halfpipe
| Naam             | Onderdeel | Kwalificatie | Kwalificatie | Kwalificatie | Kwalificatie | Finale         | Finale         | Finale         | Finale         | Finale |
| Naam             | Onderdeel | Run 1        | Run 2        | Beste        | Rang         | Run 1          | Run 2          | Run 3          | Beste          | Rang   |
| ---------------- | --------- | ------------ | ------------ | ------------ | ------------ | -------------- | -------------- | -------------- | -------------- | ------ |
| Ben Harrington   | Mannen    | 69,25        | 23,50        | 69,25        | 13           | niet geplaatst | niet geplaatst | niet geplaatst | niet geplaatst | 13     |
| Gustav Legnavsky | Mannen    | 48,25        | 40,75        | 48,25        | 19           | niet geplaatst | niet geplaatst | niet geplaatst | niet geplaatst | 19     |
| Miguel Porteous  | Mannen    | 81,00        | 31,75        | 81,00        | 9            | 63,50          | 4,25           | 30,50          | 63,50          | 11     |
| Nico Porteous    | Mannen    | 75,50        | 90,50        | 90,50        | 2            | 93,00          | 30,75          | 9,25           | 93,00          | Goud   |
| Anja Barugh      | Vrouwen   | 38,50        | 12,25        | 38,50        | 19           | niet geplaatst | niet geplaatst | niet geplaatst | niet geplaatst | 19     |
| Chloe McMillan   | Vrouwen   | 41,75        | 43,50        | 43,50        | 18           | niet geplaatst | niet geplaatst | niet geplaatst | niet geplaatst | 18     |

Slopestyle
| Naam            | Onderdeel | Kwalificatie | Kwalificatie | Kwalificatie | Kwalificatie | Finale         | Finale         | Finale         | Finale         | Finale |
| Naam            | Onderdeel | Run 1        | Run 2        | Beste        | Rang         | Run 1          | Run 2          | Run 3          | Beste          | Rang   |
| --------------- | --------- | ------------ | ------------ | ------------ | ------------ | -------------- | -------------- | -------------- | -------------- | ------ |
| Ben Barclay     | Mannen    | 76,00        | 77,71        | 77,71        | 7            | 29,16          | 29,78          | 67,40          | 67,40          | 10     |
| Finn Bilous     | Mannen    | 68,01        | 32,85        | 68,01        | 15           | niet geplaatst | niet geplaatst | niet geplaatst | niet geplaatst | 15     |
| Margaux Hackett | Vrouwen   | 54,93        | 37,28        | 54,93        | 16           | niet geplaatst | niet geplaatst | niet geplaatst | niet geplaatst | 16     |

### Schaatsen
Mannen
| Naam          | Onderdeel    | Uitslag  | Uitslag |
| Naam          | Onderdeel    | Tijd     | Rang    |
| ------------- | ------------ | -------- | ------- |
| Peter Michael | 1500 m (m)   | 1:48,68  | 26      |
| Peter Michael | 10.000 m (m) | 13:33,53 | 12      |

Massastart
| Naam          | Onderdeel | Halve finale | Halve finale | Halve finale | Finale         | Finale         | Finale |
| Naam          | Onderdeel | Punten       | Tijd         | Rang         | Punten         | Tijd           | Rang   |
| ------------- | --------- | ------------ | ------------ | ------------ | -------------- | -------------- | ------ |
| Peter Michael | Mannen    | 2            | 7:58,04      | 9            | niet geplaatst | niet geplaatst | 18     |

### Snowboarden
Big air
| Naam                 | Onderdeel | Kwalificatie | Kwalificatie | Kwalificatie | Kwalificatie | Kwalificatie | Finale         | Finale         | Finale         | Finale         | Finale |
| Naam                 | Onderdeel | Run 1        | Run 2        | Run 3        | Totaal       | Rang         | Run 1          | Run 2          | Run 3          | Totaal         | Rang   |
| -------------------- | --------- | ------------ | ------------ | ------------ | ------------ | ------------ | -------------- | -------------- | -------------- | -------------- | ------ |
| Tiarn Collins        | Mannen    | 71,25        | 14,25        | 21,25        | 92,50        | 23           | niet geplaatst | niet geplaatst | niet geplaatst | niet geplaatst | 23     |
| Zoi Sadowski-Synnott | Vrouwen   | 85,50        | 62,25        | 91,00        | 176,50       | 1            | 93,25          | 83,75          | 30,25          | 177,00         | Zilver |

Slopestyle
| Naam                 | Onderdeel | Kwalificatie | Kwalificatie | Kwalificatie | Kwalificatie | Finale         | Finale         | Finale         | Finale         | Finale |
| Naam                 | Onderdeel | Run 1        | Run 2        | Beste        | Rang         | Run 1          | Run 2          | Run 3          | Beste          | Rang   |
| -------------------- | --------- | ------------ | ------------ | ------------ | ------------ | -------------- | -------------- | -------------- | -------------- | ------ |
| Tiarn Collins        | Mannen    | 58,36        | 29,21        | 58,36        | 18           | niet geplaatst | niet geplaatst | niet geplaatst | niet geplaatst | 18     |
| Zoi Sadowski-Synnott | Vrouwen   | 73,58        | 86,75        | 86,75        | 1            | 84,51          | 28,15          | 92,88          | 92,88          | Goud   |
| Cool Wakushima       | Vrouwen   | 34,46        | DNS          | 34,46        | 23           | niet geplaatst | niet geplaatst | niet geplaatst | niet geplaatst | 23     |

Albanië · Amerikaans-Samoa · Amerikaanse Maagdeneilanden · Andorra · Argentinië · Armenië · Australië · Azerbeidzjan · België · Bolivia · Bosnië en Herzegovina · Brazilië · Bulgarije · Canada · Chili · China · Chinees Taipei · Colombia · Cyprus · Denemarken · Duitsland · Ecuador · Eritrea · Estland · Filipijnen · Finland · Frankrijk · Georgië · Ghana · Griekenland · Groot-Brittannië · Haïti · Hongarije · Hongkong · Ierland · IJsland · India · Iran · Israël · Italië · Jamaica · Japan · Kazachstan · Kirgizië · Kosovo · Kroatië · Letland · Libanon · Liechtenstein · Litouwen · Luxemburg · Madagaskar · Maleisië · Malta · Marokko · Mexico · Moldavië · Monaco · Mongolië · Montenegro · Nederland · Nieuw-Zeeland · Nigeria · Noord-Macedonië · Noorwegen · Oekraïne · Oezbekistan · Oost-Timor · Oostenrijk · Pakistan · Peru · Polen · Portugal · Puerto Rico · Roemenië · San Marino · Saoedi-Arabië · Servië · Slovenië · Slowakije · Spanje · Thailand · Trinidad en Tobago · Tsjechië · Turkije · Verenigde Staten · Wit-Rusland · Zuid-Korea · Zweden · Zwitserland
Russische ploeg